# Thomas Reifeltshammer
Thomas Reifeltshammer (Ried im Innkreis, 3 luglio 1988) è un ex calciatore austriaco, di ruolo difensore.

## Palmarès

### Club

#### Competizioni nazionali
- Coppa d'Austria: 1

Ried: 2010-2011
- Erste Liga: 1

Ried: 2019-2020